# الکسی وانگنگایم
الکسی وانگنگایم (روسی: Алексей Феодосьевич Вангенгейм؛ ۲۲ اکتبر ۱۸۸۱ – ۳ نوامبر ۱۹۳۷) استاد هواشناسی دانشگاه مسکو و بنیان‌گذار اداره دولتی هواشناسی اتحاد شوروی بود که دستگیر و به گولاگ دوران استالین فرستاده شد. او در سال ۱۹۳۷ به جرم پیش‌بینی غلط وضعیت هواشناسی با هدف نابودی کشاورزی اتحاد شوروی اعدام شد. این دستگیری برای مجرم‌تراشی قحطی هولودومور اکراین بود که بعدها معلوم شد عامدانه و به دستور استالین برای سرکوب جمعیت دهقان اکراین بوده.

## نامه‌ها
نامه او بخشی از نمایشگاهی است به نام «نامه‌هایی از بابا» که در موزه یادبود تاریخ سرکوب در شهر تومسک در سیبری برپا شده‌است. الکسی وانگنگایم از هر نامه‌ای که از گولاک به خانه می‌فرستاد چند صفحه را به دخترش النورا یا الا اختصاص می‌داد که در آن زمان چهارساله بود. او برگ‌های خشک شده و نقاشی پرنده‌ها و حیواناتی را که در اردوگاه کار اجباری در منطقه قطبی اسلوکی می‌دید برای الا می‌فرستاد و برای او معما و چیستان می‌نوشت. او در نامه‌ای بدون تاریخ در اواسط دهه ۳۰ میلادی به همسرش نوشت: «به هر جایی نگاه می‌کنم و به هر چیزی فکر می‌کنم تیره، غم‌انگیز و به‌طور کلی ناامیدکننده است و فقط خانه من، با عزیزان و دلبندانم، برایم روشن و نشاط‌آور است، مانند ستاره‌ای که راهم را روشن می‌کند.»

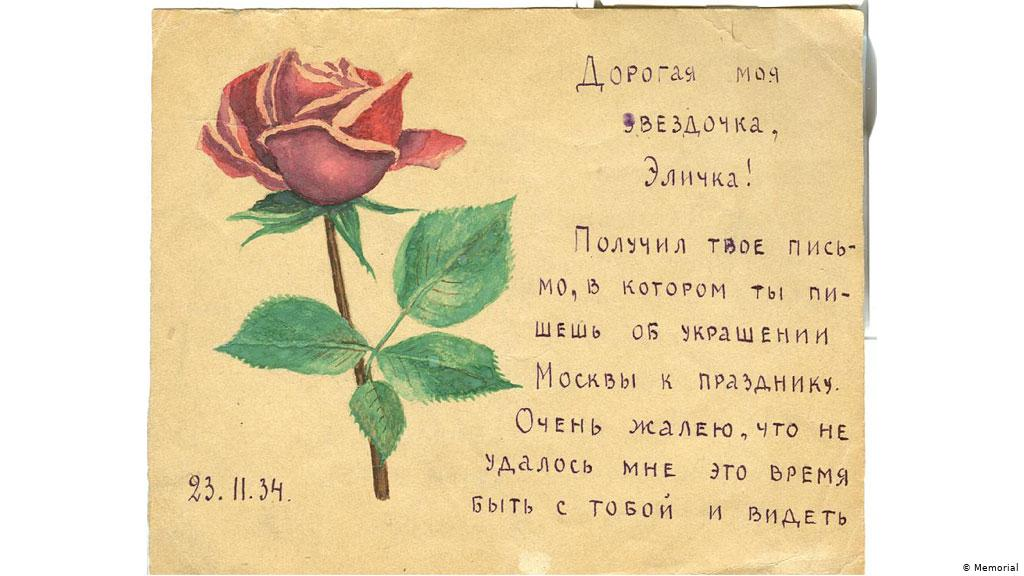
از نامه‌های الکسی به خانواده‌اش

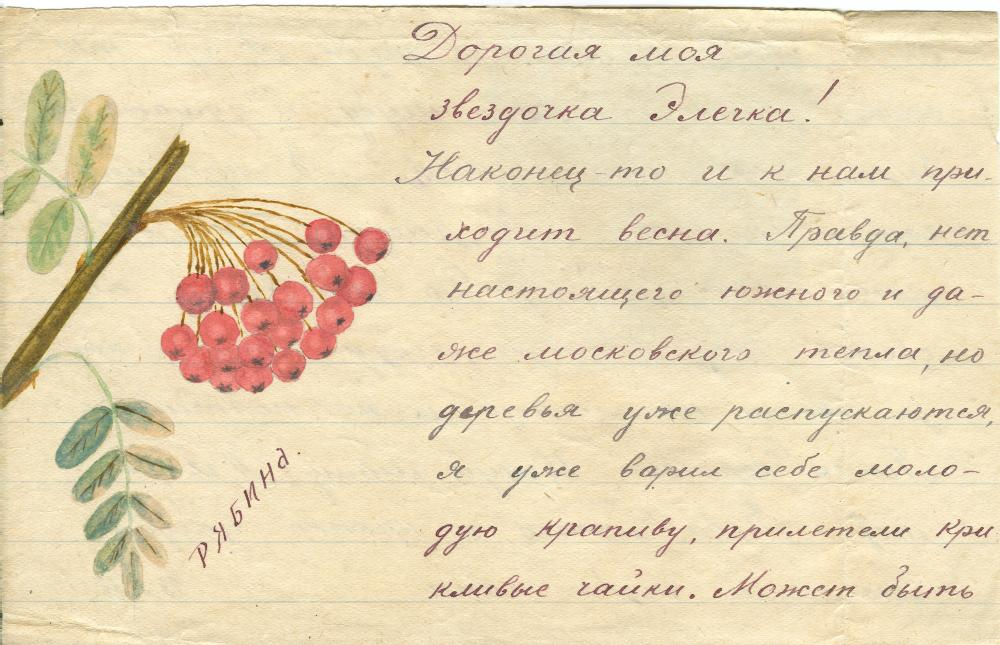
از نامه‌های الکسی به خانواده‌اش

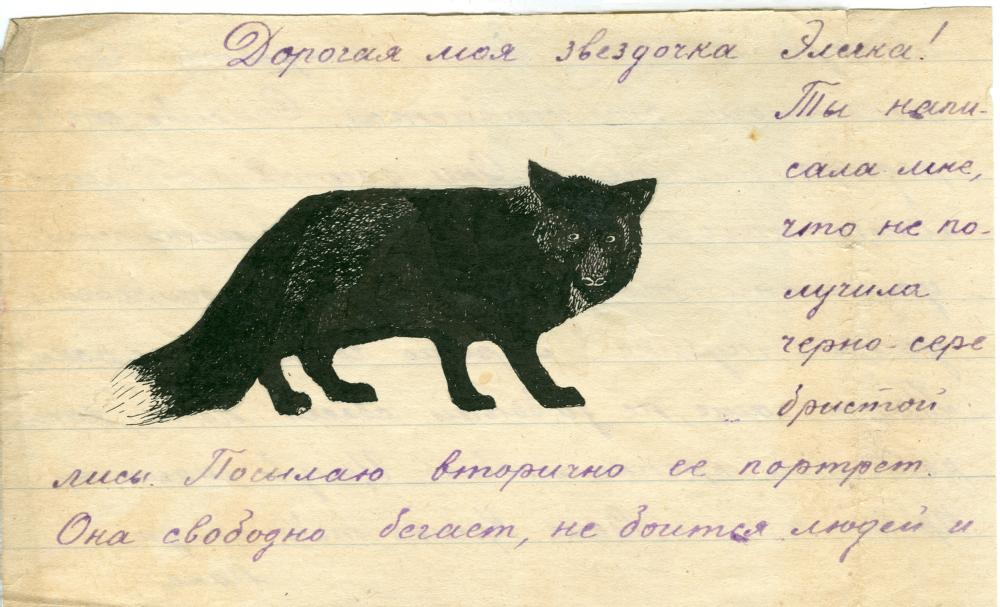
از نامه‌های الکسی به خانواده‌اش